# Машкевич, Николай Акимович
Николай Акимович Машкевич (1874 — после 1917) — российский следователь, руководивший официальным расследованием егерского движения в ВКФ.

## Биография
Происходил из семьи священнослужителей (духовного звания). В 1897 окончил Новороссийский университет. В 1910–1917 работал следователь в Санкт-Петербургском судебном округе, имел чин статского советника. Летом 1912 был назначен главным следователем по делу Бейлиса. Помимо допросов, он пытался раскрыть дело, в том числе с помощью химических тестов. При этом проводивший следствие ранее Н. А. Красовский, после жалобы Машкевичу, что черносотенцы мешают вести расследование, на следующий же день был арестован. По распоряжению начальника жандармского управления Великого княжества Финляндского А. М. Ерёмина и рекомендации министра юстиции А. А. Хвостова руководство официальным расследованием егерского движения в Великом княжестве в январе 1916 было возложено на Машкевича, прибывшего туда в начале февраля. При этом всем финским властям было приказано оказывать ему содействие. В воспоминаниях нескольких финских кальтер-егерей Машкевич, руководивший допросами в следственном изоляторе на Шпалерной улице, представлялся устрашающей фигурой, но его умение раскрыть заговор егерей и его компетентность в качестве эксперта-правоведа впоследствии также были признаны ими. Суды над заключёнными егерями начались в декабре 1916, и главными доказательствами стали сведения и признания, собранные Машкевичем. Процесс был прерван в результате Февральской революции, когда толпа освободила узников и уничтожила большую часть документов. По словам писателя А. И. Солженицына, Машкевич был вынужден уйти в отставку вскоре после Февральской революции. О дальнейшей судьбе сведений нет, по циркулировавшим слухам бежал во Францию.